# تریپتوفان هیدروکسیلاز
تریپتوفان هیدروکسیلاز (انگلیسی: Tryptophan hydroxylase) با نام اختصاری «TPH» آنزیمی است که در ساخت پیام‌رسان عصبی سروتونین نقش دارد. این آنزیم واکنش شیمیایی زیر را کاتالیز می‌کند:
ال-تریپتوفان + تتراهیدروبیوپترین + ۱ مولکول اکسیژن {\displaystyle \rightleftharpoons } ۵-هیدروکسی تریپتوفان + دی هیدرو بیوپترین + ۱ مولکول آب
برای انجام واکنش فوق کوفاکتور آهن ضروری است.
در انسان، تحریک تولید سروتونین با تجویز تریپتوفان، اثر ضد افسردگی دارد و مهار تریپتوفان هیدروکسیلاز (به عنوان مثال توسط پی-کلروفنیل‌آلانین) ممکن است افسردگی را تسریع کند.

## ایزوفرم‌ها
- تریپتوفان هیدروکسیلاز ۱ (TPH1): بیشتر در پوست، لوله گوارش، غده اپی‌فیز و همچنین در دستگاه عصبی مرکزی بیان می‌شود.
- تریپتوفان هیدروکسیلاز ۲ (TPH2): تنها در نورون‌ها ساخته می‌شود و ایزوفرم اصلی این آنزیم در دستگاه عصبی مرکزی است.